# Walter Hauser (Radsportler)
Walter Hauser (* 26. Juli 1937 in Möriken; † 24. April 1998) war ein Radrennfahrer aus der Schweiz und Schweizer Meister im Querfeldeinrennen.

## Laufbahn
Walter Hauser war ein ausgebildeter Velomechaniker und seit 1955 aktiv. Er errang als Junior und Amateur seine Siege vor allem bei Querfeldeinrennen. Er bestritt kaum Strassenrennen und hatte dort auch keine Erfolge aufzuweisen. 1961 machte er mit dem dritten Platz bei der nationalen Meisterschaft im Querfeldeinrennen auf sich aufmerksam. 1962 bis 1964 wurde er jeweils für die UCI-Weltmeisterschaft nominiert, konnte sich jedoch nicht platzieren. Sein grösster Erfolg gelang ihm 1964, als er Schweizer Meister im Querfeldeinrennen wurde.